# Carybdea brevipedalia
Carybdea brevipedalia là một loài thích ty bào có độc thuộc họ Carybdeidae, lớp Cubozoa. Loài này chủ yếu tập trung ngoài khơi Nhật Bản, nhưng cũng từng được ghi nhận ở vùng biển gần đảo Triều Tiên.